# Bündnis Zukunft Österreich
Das Bündnis Zukunft Österreich (BZÖ) war eine rechtspopulistische österreichische Partei. Sie wurde im April 2005 von Mitgliedern der Freiheitlichen Partei Österreichs (FPÖ) um Jörg Haider gegründet. Bei den Nationalratswahlen 2006 und 2008 schaffte das BZÖ jeweils den Einzug ins Parlament, bei der Europawahl 2009 gelang auch der Einzug ins Europaparlament mit einem von insgesamt 19 Mandaten aus Österreich. Hingegen scheiterte die Partei bei der Nationalratswahl 2013 an der 4-%-Hürde. Das BZÖ war bis 2017 im Kärntner Landtag vertreten.
Auf Länder- und Gemeindeebene ist die Partei – von Kärnten abgesehen – kaum vertreten. Im Dezember 2009 sagte sich die Kärntner Landesgruppe von der Mutterpartei los und kooperierte unter dem Namen Die Freiheitlichen in Kärnten bis Juli 2013 mit der FPÖ, anschließend ging sie komplett in der FPÖ auf. Seit dem Tod Jörg Haiders, am 11. Oktober 2008, hatte die Führungsspitze des BZÖ versucht, vermehrt wirtschaftsliberale Wähler anzusprechen. Parteivorsitzender (Bundesbündnisobmann) war von 2009 bis Oktober 2013 Josef Bucher. Nach seinem Rücktritt wurde Gerald Grosz zum neuen Bündnisobmann gewählt, dem am 30. März 2015 Johanna Trodt-Limpl folgte, die jedoch im Juli 2017 infolge interner Streitigkeiten aus der Landesgruppe Kärnten ausgeschlossen wurde. Auf ihre Funktion in der Bundespartei hatte das offiziell jedoch keinerlei Auswirkungen. Im Juli 2019 löste sich das BZÖ Wien, die letzte Landesgruppe außerhalb Kärntens, auf. Damit existiert das BZÖ nur noch als Kleinpartei in Kärnten. Landesobmann ist Helmut Nikel, Gemeinderat aus Grafenstein.
Bei der Nationalratswahl in Österreich 2019 plante das BZÖ laut dem Kärntner Generalsekretär Karlheinz Klement ein Comeback auf Bundesebene, doch stand es mangels Unterstützungserklärungen nur in Kärnten zur Wahl. Innerhalb Kärntens erreichte die Partei dabei 760 Stimmen (0,2 %).

## Inhaltliches Profil
Seit dem Tod Jörg Haiders war die Partei bemüht, sich ein von dessen Person unabhängiges und von der wieder erstarkenden FPÖ unterscheidbares Profil zu geben. Josef Bucher versuchte die Partei als „rechtsliberal“ zu positionieren – liberal vor allem in Fragen der Wirtschaftspolitik, restriktiv hingegen bei Themen wie Migration. Dies gelang nur teilweise. Im Jahr 2011 analysierte Andreas Krischhofer vom Linzer Meinungsinstitut IMAS die öffentliche Wahrnehmung des BZÖ folgendermaßen: „Das BZÖ wird nicht als wirtschaftsliberale Partei wahrgenommen, sondern als moderate FPÖ.“ Es sei dem Parteichef zwar nicht gelungen, Selbstständige, Unternehmer und Freiberufler als Wählergruppe zu gewinnen, dafür aber Facharbeiter und Angestellte. Das BZÖ spreche nicht wie die FPÖ die Jungen, sondern die 30- bis 50-Jährigen an. Auf der anderen Seite werde das BZÖ von Frauen bei Wahlen mehr bevorzugt als von Männern.

### Positionen als Nationalratspartei
Die folgenden Positionen entstammen dem Parteiprogramm des BZÖ aus dem Jahr 2010, als die Partei noch im Nationalrat vertreten war.

#### Wirtschaftspolitik
Im Bereich der Wirtschaftspolitik vertritt das BZÖ laut Selbstbild eine klassisch liberale Linie. Es bekennt sich zur frei wettbewerbsfähigen sozialen Marktwirtschaft, die auf Privateigentum basiert. Leistungswilligkeit steht für das BZÖ an erster Stelle und sei daher zu fördern. Dieser Idee folgend sollen soziale Hängematten aus dem Weg geräumt werden und ein Anreizsystem geschaffen werden, das sogenannte Leistungsunwillige animiert. Das derzeitige Steuersystem müsse zugunsten des Mittelstandes reformiert und eine Einheitssteuer für Unternehmen eingeführt werden. Außerdem will das BZÖ Privatisierungsschritte in Gang setzen, um so andere Rahmenbedingungen für die österreichische Wirtschaft zu schaffen. Dazu sollen auch die Gründung einer Infrastruktur-AG oder generell freieres Unternehmertum beitragen. Eine Privatisierung der Grundversorgung, etwa beim Wasser, lehnt das BZÖ hingegen ab und spricht sich bei der Energiegewinnung gegen die Methode des Fracking aus. Zudem hat das BZÖ für Arbeitsmigranten den Ausländer-Check vorgestellt, der nach Vorbild der Länder Kanada oder Australien in einem klar definierten Punktesystem abläuft. Zuwanderer, die dem Bedarf entsprechen, gute Deutschkenntnisse und einen hohen Bildungsgrad vorweisen können und arbeitsfähig sind, sollen das Bleiberecht erhalten. Ein Anspruch auf Sozialleistungen solle erst nach längerer Anstellung in Österreich bestehen. Angestrebt sind kurze Aufenthaltsformen, die erst nach mehrmaligem Erfolg einen Familienzuzug und Daueraufenthalt erlauben.

#### Außenpolitik
Das 2010 abgesegnete Grundsatzprogramm des BZÖ befürwortet eine proeuropäische, aber EU-kritische Haltung. Es fordert mehr Transparenz, Bürgerbeteiligung und Bürokratieabbau innerhalb der Europäischen Union. Zudem besteht seit Parteigründung der Wunsch nach der Erschaffung eines sogenannten Kerneuropas, um das Länder bestehen sollten, die weniger in der Lage sind, die Politik der Union mitzugestalten. Um ein solches Modell aufzustellen, bedarf es laut Grundsatzprogramm der Einführung dreier verschiedener Stufen. Auf der ersten Stufe stehen die Länder, die an der gesamten Union arbeiten wollen, auf der zweiten jene, die nur Teile umsetzen, und auf der dritten sind die – wie etwa die Türkei –, für die ausschließlich eine Partnerschaft in Frage kommt. Für das BZÖ ist allerdings auch klar, dass die Freiheit des einzelnen Bürgers immer über der Weiterentwicklung des Integrationsprozesses steht. Über Zusammenarbeit mit den Nachbarstaaten will das Bündnis wirtschaftlichen und sozialen Wohlstand sichern. Das BZÖ stand außenpolitisch als einzige Partei im Nationalrat da, die dezidiert einen NATO-Beitritt fordert. In seinem aktuellen Programm lehnt das BZÖ jedoch einen NATO-Beitritt Österreichs wie auch eine EU-Armee ab.

#### Sicherheitspolitik
Neben einer starken staatlichen Hand will das BZÖ im Bereich Innere Sicherheit auch den privaten Sektor in die Kriminalitätsbekämpfung einbinden. Abgelehnt werden Einsparungen und Personalabbau, da eine Stärkung der Polizei vordergründig sei. Zum Schutz der Freiheit verlangt das BZÖ die Ausweitung von Videoüberwachungssystemen, spricht sich aber deutlich gegen ungerechtfertigte Observation durch den Staat aus. Insbesondere die Übermittlung von Daten in die Vereinigten Staaten will die Partei stoppen. Großen Wert legt man auf Bekämpfung der Drogenkriminalität und des islamischen Fundamentalismus, den das BZÖ als Gefahr für die Sicherheit ansieht. Eine Vereinheitlichung der Bauordnung soll daher den Bau von Moscheen und Minaretten ausschließen. In puncto Asyl bekennt sich das BZÖ zu den humanitären Aufgaben Österreichs, will allerdings den Zuzug von sogenannten Wirtschaftsflüchtlingen beenden. Außerdem will man einer Überlastung vorbeugen, indem die Einhaltung des Dublin-Abkommens durchgesetzt wird. Die Mitwirkung von Asylwerbern in den Verfahren stehe im Vordergrund; stark verzögerte Prozesse sollen gelöst werden, indem der Grad der Integration überprüft wird. Zudem sollen Asylwerber zu gemeinnütziger Arbeit verpflichtet werden.

#### Gesellschaftspolitik
In gesellschaftspolitischen Fragen vertritt das BZÖ unterschiedliche Positionen. Während die Partei bei der Gleichstellung homosexueller Paare zur sogenannten Homo-Ehe tendiert, ist die Position beim Schutz von ethnischen Minderheiten deutlich weniger liberal. Für das Pensionssystem will das BZÖ die Einführung eines 3-Säulen-Modells, das aus staatlicher Pension, Mitarbeitervorsorge und privater Pensionsvorsorge besteht, und die Abschaffung von Privilegien und Begünstigungen in staatsnahen Betrieben. Damit soll verhindert werden, dass mehrere Systeme gleichzeitig schlagend werden. Besonders fördern will das BZÖ das private Pensionssystem. Um die Einkommensschere zwischen den Geschlechtern zu verkleinern, fordert das BZÖ mehr Frauen in Spitzenpositionen sowie die Einführung bzw. Erhöhung gesetzlicher Mindestlöhne.

#### Bildungspolitik
Das Bildungssystem soll nach BZÖ-Programm ermöglichen, keine individuellen Lücken beim Eintritt ins Berufsleben entstehen zu lassen. Daher soll bereits im Kindergarten mit der Bildung begonnen werden. Unter anderem will man dort mit Deutschkursen beginnen, die Sprachfähigkeit von Kindern zu verbessern, damit sie besser in die Gesellschaft integriert werden können. Zudem sieht das BZÖ es als Notwendigkeit an, eine Begrenzung des Anteils von Kindern nichtdeutscher Muttersprachler in Schulklassen einzuführen. Außerdem fordert die Partei die Einführung der gemeinsamen Schule der 6- bis 15-Jährigen mit innerer Differenzierung. An Universitäten soll es Einschreib- und Studiengebühren geben, um den Ansturm zu verhindern. Des Weiteren will man private Hochschulen fördern.

### Gegenwärtige Positionen
Das BZÖ sieht sich nach wie vor in der politischen Tradition Jörg Haiders und verfolgt teilweise auch weiterhin ähnliche Positionen wie die oben genannten. Spätestens seit dem Comebackversuch unter Karlheinz Klement und Helmut Nikel fanden aber auch radikalere Positionen Eingang ins Parteiprogramm, das BZÖ positioniert sich in manchen Themen deutlich weiter rechts als während seiner Zeit im Nationalrat. Die Partei befeuert aktiv Verschwörungstheorien rund um den Unfalltod ihres Parteigründers, Karlheinz Klement selbst vertrat in Vorträgen unmittelbar vor seiner Berufung zum Generalsekretär eindeutig dem rechtsextremen Spektrum zuzuordnende Positionen wie die These einer „jüdisch-freimaurerischen Weltverschwörung“. Kurzzeitig war Martin Sellner, Sprecher der Identitäre Bewegung Österreich, als Spitzenkandidat für das BZÖ bzw. dessen Allianz der Patrioten bei der Nationalratswahl 2019 im Gespräch gewesen. In der darauf folgenden Debatte wurde die Allianz der Patrioten beschrieben als eine Gruppierung „...unter anderem aus Impfgegnern, Abtreibungsgegnern, Gegnern von Smart Meter (einem "smarten" Stromzähler", der angeblich gefährliche Strahlen absondern soll). Und jetzt eben auch aus Identitären.“

## Geschichte

### Gründung und Anfänge (2005–2006)
Das Parteistatut wurde am 3. April 2005 gemäß dem österreichischen Parteiengesetz im Bundesministerium für Inneres hinterlegt, die Gründung am 4. April von ehemaligen Spitzenpolitikern der Freiheitlichen Partei Österreichs (FPÖ) bekannt gegeben. Am 6. April 2005 wurden die Statuten des BZÖ im Amtsblatt der Wiener Zeitung veröffentlicht, was für die Gründung einer neuen Partei notwendig ist. Der Gründungskonvent der Partei, mit dem Beschluss eines Parteiprogramms, fand am 17. April in Salzburg statt.
Am Gründungsparteitag der Partei am 17. April 2005 wurde zunächst Jörg Haider zum Bündnisobmann gewählt. Vizekanzler und Infrastrukturminister Hubert Gorbach wurde geschäftsführender Parteiobmann, Heike Trammer und Karin Gastinger wurden Obmann-Stellvertreterinnen. Zum „Bündnissprecher“ wurde der Nationalratsabgeordnete und ehemalige FPÖ-Generalsekretär Uwe Scheuch bestimmt. Für das Marketing des BZÖ war in der Startphase zunächst Gernot Rumpold zuständig, ein langjähriger Weggefährte Jörg Haiders.

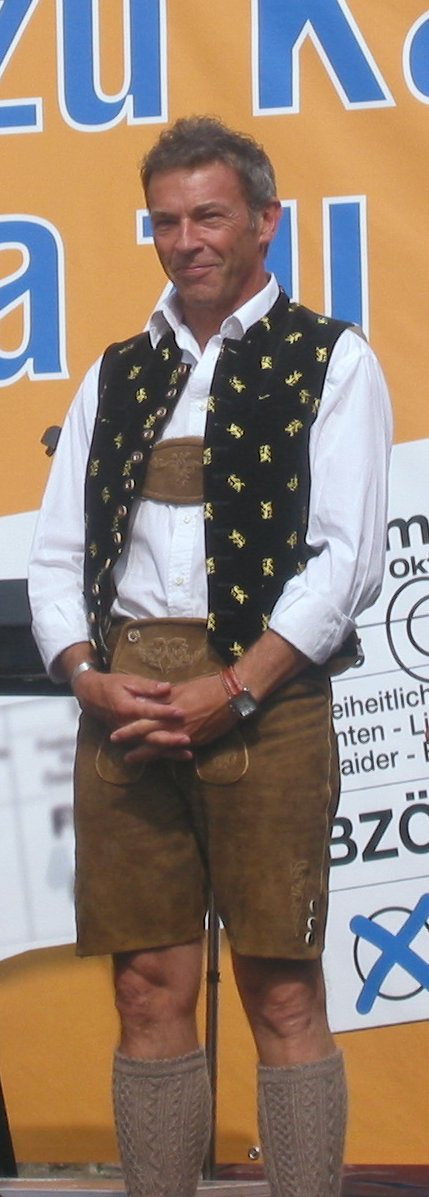
Jörg Haider bei einer Veranstaltung des BZÖ (2006)

Das BZÖ bekannte sich ausdrücklich zur Regierungsarbeit, zur Umsetzung des Koalitionsübereinkommens mit der Österreichischen Volkspartei (ÖVP) und hob seine Bereitschaft zur Übernahme von Regierungsverantwortung bis heute als wesentlichen Unterschied gegenüber der FPÖ hervor. Als weiterer wichtiger Grund für die Abspaltung des BZÖ wurde von dessen Spitzenvertretern auch die Notwendigkeit einer Trennung von den deutschnational orientierten Funktionären der FPÖ genannt. Manche der bei der Gründung formulierten „Bündnispositionen“ unterschieden sich durchaus von jenen der FPÖ, etwa Forderungen nach der Einführung der Tobin-Steuer sowie einer Einheitssteuer oder der Vorschlag zur Etablierung eines „Kerneuropas“ innerhalb der EU unter Beteiligung Österreichs. In vielen Bereichen, so u. a. in der Einwanderungs- sowie in der Familienpolitik, unterschieden sich die vom BZÖ vertretenen Positionen von denen der früheren FPÖ nur gering. Historisch sah sich das BZÖ gemäß Gründungsparteistatut in der Tradition der Revolution von 1848. Für Aufsehen und Empörung sorgten dann allerdings schon 2005 die Aussagen des Kärntner Bundesrates Siegfried Kampl, der Wehrmacht-Deserteure als „Kameradenmörder“ und die Entnazifizierung als „brutale Nazi-Verfolgung“ bezeichnete.
Im Vorfeld der Nationalratswahl 2006 begann das BZÖ wieder verstärkt, auf „klassische“ Themen der Freiheitlichen zu setzen, z. T. unter Verwendung des früheren FPÖ-Slogans Österreich zuerst. So wurde etwa eine Senkung der Ausländerzahlen um 30 % gefordert, ebenso eine Begrenzung des Ausländeranteils in Schulen oder schärfere Gesetze gegen „Triebtäter“. Auch der EU-Beitritt der Türkei wird seither kategorisch abgelehnt.
Im September 2006 publizierte die deutsche Wochenzeitung Die Zeit einen Artikel über ein Gespräch, das der Soziologe Oliver Geden (Institut für Europäische Ethnologie der Humboldt-Universität zu Berlin) im Jänner 2004 mit Eduard Mainoni, Staatssekretär im Bundesministerium für Verkehr, Innovation und Technologie und Obmann der BZÖ-Landesgruppe Salzburg, für eine Studie über Diskursstrategien im Rechtspopulismus geführt hat. Mainoni gibt darin Einblicke in die Strategien der FPÖ bzw. des späteren BZÖ. So erklärte er die Instrumentalisierung der Ausländerproblematik als Mittel, um neue Wählerschichten zu gewinnen: „Was ist der Hintergrund? Es ist die Angst der Menschen […] Alle politischen Parteien, sogar ein Teil der Wirtschaft, funktionieren über die Angst, über das Geschäft mit der Angst […] Wenn wir das in Österreich zum Thema erheben, haben wir Sympathien, haben wir ein Wählerklientel, das zutiefst verunsichert ist. Nicht umsonst haben wir ja auch die Volksbegehren gemacht.“ Dass die Koalitionsregierung im Jahr 2000 das Entschädigungsgesetz für Zwangsarbeiter in der Zeit des Nationalsozialismus zu verhandeln begann, war nach Mainoni eine Reaktion auf die internationale Isolation der Bundesregierung infolge der Regierungsbeteiligung der FPÖ. Er sagt dazu: „Da haben sich die ÖVP und die Freiheitlichen, ich selbst war da nicht dabei, zusammengesetzt und überlegt: Okay! Wie viele Milliarden kostet uns das? Und dann haben wir das gemacht. Damit haben wir auch den Rücken frei gehabt gegenüber den jüdischen Organisationen […] Da haben wir uns eingekauft.“

#### Namensgebung und Leitfarbe
Der Name der Partei ist in zweierlei Hinsicht auffallend. Zum einen wird in der offiziellen Bezeichnung das Wort Partei vermieden. Der Grund dafür liegt in der zurückliegenden politischen Rhetorik von Parteigründer Jörg Haider, der in den 1990er Jahren die politischen Gegner SPÖ und ÖVP wiederholt als „Altparteien“ bezeichnete. Die traditionellen „Parteien“ wurden dabei mit den Eigenschaften alt, starr, verkrustet, verstaubt u. ä. versehen. Gleichzeitig versuchte man, der eigenen Gruppierung (also noch der FPÖ) ein modernes, jugendliches und frisches Image zu verleihen, indem eine bestimmte Zeit lang der Name FPÖ im politischen Sprechen ausgeblendet wurde und stattdessen mit der Bezeichnung die Freiheitlichen sowie mit dem dazugehörigen Kürzel F eine „Bewegung“ vermittelt werden sollte. (Bis 2009 trat die BZÖ-Landesorganisation von Kärnten bei Wahlen auch mit der Parteienbezeichnung Die Freiheitlichen in Kärnten an.) Das Wort Bündnis stellvertretend für Partei setzt diese politische Absicht konsequent fort, zumal mit einem „Bündnis“ eine freiwillige Zugehörigkeit von selbständigen Personen zu einer Vereinigung assoziiert wird.
Zum anderen fällt im Namen auf, dass es sich um eine Abfolge von drei Substantiven im Nominativ handelt, damit also keinerlei syntaktische Beziehung zwischen den Wörtern hergestellt wird. Wenn auch unmissverständlich klar ist, dass es sich bei der politischen Gruppierung um ein „Bündnis für die/im Dienste der Zukunft Österreichs“ handeln soll, wird durch diese unverbundene Aneinanderreihung der Wörter ein plakatives und damit eindringlich wirkendes Setzen von Begriffen vorgenommen. Neben dem Austausch von Partei durch Bündnis wird mit Zukunft auch ein etwa Ende der 1990er Jahre in Mode gekommener und seither auch sachpolitisch als wichtig erachteter Begriff herangezogen.
Im Logo der Partei wird zudem das Ö auf den ersten Blick durch ein O ersetzt. Dieses Vorgehen hat Tradition. Öfters wurde in Abkürzungen oder Namen von Einrichtungen diese Ersetzung vorgenommen. (So lautet die offizielle Bezeichnung des zentralen Geldinstituts noch immer Oesterreichische Nationalbank) Mit dem Fehlen der Ö-Striche bzw. -Punkte oberhalb des Buchstabens O und ihre Einarbeitung in dessen Rundung wird zusammen mit der Formgestaltung der drei Abkürzungsbuchstaben im Logo ein „runderer“, nicht so sperriger und mit der leichten Schräge der Buchstaben nach rechts gleichzeitig ein dynamischer, drängender Eindruck vermittelt.
Obwohl ideologisch das BZÖ dem Dritten Lager zugehört, dessen Leitfarbe traditionell blau ist, entschied man sich – wiederum aus Gründen der Abgrenzung zur althergebrachten politischen Symbolik – nicht zu einer Variante des Blau (wie das im Jahre 1993 ebenfalls von der FPÖ abgespaltene Liberale Forum es machte), sondern zog eine bislang in der politischen Farbsymbolik auch europaweit kaum in Anspruch genommene Farbe heran: das Orange. Die warme orange Farbe war ideologisch weitgehend unbelastet und daher geeignet, zumindest einen „Neubeginn“, wenn nicht „politische Wärme“ zu vermitteln. Zudem ist die Farbe für Werbezwecke gut geeignet. Mit der Wahl zum Orange war ein weiterer Vorteil verbunden. Während es dem Liberalen Forum, dessen Leitfarbe meist hellblau und zur Zeit seiner Auflösung 2014 wie die der FDP gelb war, nicht möglich war, eine eigene Benennung der Partei mittels Farbnamen zu erlangen (analog: „die Roten“ für die SPÖ und „die Schwarzen“ für die ÖVP), konnte das BZÖ innerhalb kurzer Zeit mit dem neu entstandenen Beinamen „die Orangen“ diesbezüglich einen Erfolg verzeichnen.

### Erste Wahlen unter Westenthaler und Haider (2006–2008)
Seit den Ergebnissen der Landtagswahlen in der Steiermark, Burgenland und Wien im September/Oktober 2005 hatte die Koalition von ÖVP und BZÖ keine Mehrheit mehr im Bundesrat, die Mehrheit im Nationalrat reichte jedoch aus, um die Koalition mit der ÖVP bis zum planmäßigen Ende der Legislaturperiode im Herbst 2006 weiterzuführen. Bundeskanzler Wolfgang Schüssel schloss nach der Gründung des BZÖ zunächst Neuwahlen nicht aus, verkündete dann jedoch am 5. April 2005 eine Fortführung der Koalition.
Da das BZÖ erst nach der Nationalratswahl im Jahr 2002 von Mitgliedern, die als Kandidaten der FPÖ gewählt worden waren, gegründet wurde, ist es die erste Partei in der Zweiten Republik, die an einer Bundesregierung beteiligt war (Koalition mit der ÖVP, mit Vizekanzler und zwei weiteren Ministerien), ohne zuvor je an einer Wahl teilgenommen zu haben.
Rechtlich setzt sich die Bundesregierung nicht aus Parteien zusammen, sondern aus Personen, die vom Bundespräsidenten über Vorschlag des Bundeskanzlers zu Regierungsmitgliedern ernannt werden. Diese müssen auch das Vertrauen des Nationalrates genießen, da ansonsten ein Misstrauensvotum möglich wäre. Die Zugehörigkeit oder Nichtzugehörigkeit zu einer Partei oder der Wechsel zu einer anderen Partei und gegebenenfalls die Frage, ob diese Partei im Nationalrat vertreten ist oder nicht, ist rechtlich gesehen nicht entscheidend.
Am 22. Mai 2006 wurde der ehemalige Klubobmann der FPÖ, Peter Westenthaler, als Spitzenkandidat und künftiger Parteiobmann vorgestellt und am 23. Juni 2006 bei einem Bundeskonvent in Salzburg auch zum „Bündnisobmann“ gewählt. Bestätigt wurden Trammer und Gastinger als Obmann-Stellvertreterinnen. Auch Klubobmann Herbert Scheibner wurde zu einem Stellvertreter Westenthalers gewählt, außerdem Stefan Petzner, der Pressesprecher Jörg Haiders. Vizekanzler Gorbach und auch Haider selbst bekleideten nun keine hohen Parteiämter mehr. Uwe Scheuch blieb damals Bündnissprecher. Westenthaler galt innerhalb der Partei als Hoffnungsträger, massive Verbesserungen der Umfragewerte durch den von den Medien so genannten „Westenthaler-Effekt“ blieben aber aus. Im Oktober 2006 wurde nach dem Abgang von Uwe Scheuch in die Kärntner Landesregierung, der bisherige steirische BZÖ-Obmann Gerald Grosz zum Generalsekretär – vormals Bündnissprecher – bestellt.
Im Zuge des Wahlkampfs zur österreichischen Nationalratswahl 2006 griff das BZÖ auf die Bezeichnung „Freiheitliche“ zurück. Zur Wahl trat es bundesweit unter dem Namen „Die Freiheitlichen – Liste Westenthaler – BZÖ“ an (in Kärnten als „Die Freiheitlichen in Kärnten – Liste Jörg Haider – BZÖ“). Daneben wurde auch wieder Blau, die traditionelle Farbe der FPÖ, neben Orange in den Publikationen, Wahlbroschüren und Werbematerialien in den Vordergrund gerückt.
Am 1. September 2006 erreichte die FPÖ beim Wiener Landesgericht eine einstweilige Verfügung, wonach das BZÖ nicht mehr mit dem Attribut freiheitlich werben darf. Das BZÖ wurde aufgefordert, binnen acht Tagen alle Wahlplakate mit dem Aufdruck „Die Freiheitlichen – Liste Westenthaler – BZÖ“ zu entfernen, was auch gemacht wurde. Das Gericht sah in der Namenserweiterung einen „rechtswidrigen Eingriff in ein geschütztes Namensrecht“. Anders sah es das BZÖ in Kärnten, das sich als Rechtsnachfolger der „Freiheitlichen“ (der alten FPÖ) begriff und nicht der Bundesorganisation des BZÖ unterstellt war, da es sich um einen eigenen eingetragenen Verein handelte. Das Kärntner BZÖ führte den Namenszusatz daher ungeachtet des Gerichtsurteils weiter. Bereits zwei Tage zuvor hatte die Bundeswahlbehörde den dritten Listenplatz auf den Stimmzetteln für die Nationalratswahl aus „Kontinuitätsgründen“ der FPÖ zugesprochen.
Am 25. September 2006, sechs Tage vor der Nationalratswahl, gab Justizministerin Karin Gastinger, BZÖ-Vizeobfrau und Spitzenkandidatin der Partei in der Steiermark, bekannt, aus dem BZÖ auszutreten. Sie begründete diesen Entschluss damit, dass sie „in keiner politischen Bewegung tätig sein will, die ausländerfeindlich ist, die mit Ängsten operiert“, und nannte als Anlass die Absicht des BZÖ-Parteiobmannes und Spitzenkandidaten Peter Westenthaler, in den nächsten Jahren 300.000 Ausländer abschieben zu wollen. Damit nahm sie auch Bezug auf das nur wenige Tage zuvor veröffentlichte Interview mit Eduard Mainoni, in dem dieser erklärt hatte, dass FPÖ und BZÖ die „Ausländerpolitik“ als „Geschäft mit der Angst“ instrumentalisierten, um damit neue Wählerschichten zu gewinnen.
Das BZÖ erreichte bei der Nationalratswahl am 1. Oktober 2006 4,1 % und war damit die kleinste im Parlament vertretene Partei. In acht der neun Bundesländer blieb die Partei mit Ergebnissen von 1,7 bis 3,3 % unter der Vier-Prozent-Hürde, die für den Einzug in den Nationalrat notwendig ist. In Kärnten, wo Haider Landeshauptmann war, entfielen 25,9 % auf das BZÖ, was bundesweit zu einem knappen Überwinden der Mindestgrenze genügte.
Am 1. Februar 2007 wurde eine politische Akademie gegründet, welche den Namen „Zukunftsakademie Österreich“ trägt. Deren Präsident wurde Herbert Scheibner, geschäftsführender Obmann der ehemalige Wiener Gemeinderat Gerold Sassmann.
Einen Monat vor der Nationalratswahl am 28. September 2008 wurde Jörg Haider am 30. August 2008 – einstimmig, jedoch ohne Gegenkandidaten – zum neuen Parteiobmann gewählt. Im Wahlkampf forderte die Partei im Zusammenhang mit dem vorherrschenden Thema „Teuerung“ eine Reduktion der Mineralölsteuer und führte dennoch einen Wahlkampf, der großteils das Ausländerthema ansprach. Nach dem offiziellen Endergebnis erhielt das BZÖ 10,7 % der Stimmen; der Mandatsstand wurde dadurch von 7 auf 21 erhöht.

### Nach dem Tod Haiders
Am 11. Oktober 2008 kam Bundesparteiobmann Jörg Haider bei einem Verkehrsunfall ums Leben. Der Parteivorstand des BZÖ nominierte tags darauf den bisherigen Generalsekretär und stellvertretenden Parteiobmann Stefan Petzner zum Nachfolger Haiders. In einer ersten Stellungnahme nach seiner Wahl erklärte Petzner, eine Wiedervereinigung mit der FPÖ, wie sie unmittelbar nach Haiders Tod von vielen politischen Beobachtern diskutiert worden war, stehe nicht auf der Tagesordnung. Weiters erklärte er, an Haiders politischer Linie festhalten zu wollen.
Am 22. Oktober 2008 wurde Josef Bucher zum Klubobmann des BZÖ im Nationalrat gewählt. Am 19. November 2008 trat Petzner von der Position des kommissarischen Parteichefs zurück, und Herbert Scheibner nahm die Geschäfte als interimistischer Parteichef auf. Am 26. April 2009 wurde auf dem Parteitag in Linz der neue Parteiobmann mit 99,4 Prozent der Delegiertenstimmen gewählt. Die Wahl fiel auf den bereits vorher designierten Josef Bucher, welcher aber auch ohne Gegenkandidat antrat.
Am 14. Oktober 2009 wurde in einer Vorstandssitzung ein nach Selbstverständnis des BZÖ „rechtsliberaler Kurs der Partei beschlossen“. Demnach soll in wirtschaftspolitischen Fragen liberal agiert werden, die gesellschaftspolitischen Positionen werden allerdings konservativ bleiben. Klargestellt wurde, dass „bei der Asyl- und Zuwanderungspolitik […] liberal jedoch nichts verloren“ hat.
Im selben Jahr stimmte das BZÖ (zusammen mit der FPÖ) im österreichischen Parlament gegen das Gesetz zur Rehabilitierung verurteilter bzw. ermordeter Deserteure der deutschen Wehrmacht und anderer NS-Justizopfer.
Im Dezember desselben Jahres gab die in der Partei dominierende Kärntner BZÖ-Fraktion unter Uwe Scheuch in einer gemeinsamen Pressekonferenz zusammen mit Heinz-Christian Strache die Abspaltung der Kärntner Landespartei vom BZÖ sowie die Kooperation auf Bundesebene mit der FPÖ bekannt. Die Freiheitlichen in Kärnten waren damit wieder blau und die Orangen verloren ihre stärkste sowie bedeutsamste Landesgruppe mit dem Kärntner Landeshauptmann.
Im März 2010 wurde das vom Vorstand vorgelegte neue „rechtsliberale Programm“ auf einem Parteikonvent abgesegnet. Zusätzlich zu den wirtschaftsliberalen Ansätzen sei das Programm mit „ein wenig Law and Order und Heimatbewusstsein“ verknüpft. In puncto Einwanderungspolitik wird betont, dass die Partei „gegen zügellose Einwanderung“ sei. „Wer sich [jedoch] integriert, soll im Rahmen unseres Green-card-Modells […] bleiben dürfen“, so Stefan Petzner. Ebenfalls wird betont, dass das BZÖ, im Gegensatz zur FDP, auch gegen Atomkraftwerke sei.
Leistung, Wirtschaft und Mittelstand, Bürgerrechte sowie die persönliche Freiheit des Bürgers als oberste Maxime (Abschaffen sämtlicher „staatlicher Zwänge“, welche nach Ansicht der Partei die Freiheit des Menschen einschränken, das Aussetzen der Wehrpflicht und Ersetzen dieser durch ein professionelles Freiwilligenheer, das Eintreten gegen als ungerechtfertigt und überwachungsstaatlich empfundene Bemühungen wie Vorrats- und Flugpassagierdatenspeicherung) stehen im Fokus des neuen Programms des BZÖ. Besonders will das Bündnis gegen neue Steuern und für Reformen (z. B. eine umfassende Verwaltungsreform) eintreten.
Anfang 2011 startete das BZÖ die Bürgerinitiative „Genug gezahlt!“ in Anlehnung an Steuerzahlungen aufgrund des Europäischen Stabilisierungsmechanismus und neue Steuern seitens Finanzminister Josef Pröll.
Im Vorfeld der Nationalratswahlen wechselten 2012 und 2013 einige BZÖ-Abgeordnete zum neugegründeten Team Stronach, welches dank dieser orangen Überläufer einen Klubstatus im Parlament erreichen konnte. Zur neuen Fraktion des Milliardärs gehörten Robert Lugar, Stefan Markowitz, Elisabeth Kaufmann-Bruckberger, Erich Tadler, Christoph Hagen und Martina Schenk. Die meisten hatten neben der BZÖ- auch eine FPÖ-Vergangenheit. Darüber hinaus wechselten bereits im Jahr 2009 im Zuge der Wiedervereinigung von Die Freiheitlichen in Kärnten mit der FPÖ die Kärntner Abgeordneten Martin Strutz, Maximilian Linder und Josef Jury zur freiheitlichen Parlamentsfraktion. Im Nationalrat hatte das BZÖ rund die Hälfte seiner ursprünglichen Abgeordneten verloren.
Am 30. Juni 2013 wurde Josef Bucher als Spitzenkandidat beim außerordentlichen Bundeskonvent in Wien nominiert und forderte die Schaffung eines Nord- und eines Süd-Euros, Zweckbindung der Wohnbauförderung sowie Vereinfachung des Steuersystems.

### Verfehlter Wiedereinzug in den Nationalrat und Abstieg zur Kleinpartei
Bei der Nationalratswahl am 29. September 2013 konnte das BZÖ mit 3,5 % die 4 %-Hürde nicht überspringen und verfehlte damit den erneuten Einzug in das Parlament. Drei Tage später trat Bucher vom Posten des Parteiobmanns zurück. Mit Stefan Petzner und Ewald Stadler wurden zwei prominente Parteimitglieder nach einem Richtungsstreit aus dem BZÖ ausgeschlossen. Am 19. Oktober 2013 wurde beim Parteikonvent in Linz der steirische Bündnisobmann Gerald Grosz zum neuen Parteiobmann gewählt.
Für die Europawahlen am 25. Mai 2014 wurde die Tochter Jörg Haiders, Ulrike Haider-Quercia, bei einem Bundeskonvent in Wien zur BZÖ-Spitzenkandidatin gekürt. Am 27. März wurde bekannt, dass die ehemalige Kandidatin der Liste Dr. Martin und EU-Parlamentsabgeordnete Angelika Werthmann als Listen-Zweite kandidiert. Am 8. April 2014 erklärte Haider-Quercia, die Kandidatur für die EU-Wahl zurückzulegen.
Nachdem das BZÖ bei der Europawahl nur 0,5 Prozent der Stimmen erhalten und damit einen Verlust von 4,1 Prozentpunkten zu verzeichnen hatte, teilte Bündnisobmann Grosz mit, ein „umfassender Diskussions-“ sowie ein „ergebnisoffener Nachdenkprozess“ sollten bis zum Herbst über die Zukunft und den Fortbestand des Bündnisses entscheiden. Dennoch wolle er bei den Gemeinderatswahlen in Kärnten, Oberösterreich und der Steiermark antreten.
Laut einem Gutachten eines Wirtschaftsprüfers verfügte das BZÖ mit Stichtag 31. Oktober 2014 über ein Barvermögen von 5450 Euro sowie ein Anlagevermögen von rund 8000 Euro.
Am 30. November 2014 beschloss das BZÖ auf einem Bündniskonvent in Pörtschach ein neues Parteiprogramm. Im März 2015 trat Gerald Grosz nach eineinhalb Jahren als Bündnisobmann zurück. Ihm folgte die Abgeordnete zum Kärntner Landtag Johanna Trodt-Limpl.
Am 20. Juli 2017 kam es nach internen Streitigkeiten zwischen dem neu gewählten Vorstand der Landesgruppe Kärnten, vertreten durch den Obmann Helmut Nikel und den beiden Abgeordneten Johanna Trodt-Limpl und Wilhelm Korak, zu einer Namensänderung der Interessengemeinschaft des BZÖ im Kärntner Landtag. Dadurch war das BZÖ in keinem Landtag mehr vertreten. Beide Abgeordneten wurden wegen der Ungereimtheiten auch aus der Landesorganisation des BZÖ-Kärnten ausgeschlossen. Auswirkungen auf die Bundespartei hatte dies aufgrund eigenständiger Rechtspersönlichkeiten der einzelnen Gruppierungen jedoch nicht.
Zur Nationalratswahl in Österreich 2017 trat das BZÖ nicht mehr an. Zur Landtagswahl in Kärnten 2018 stellte es Helmut Nikel als Spitzenkandidaten auf. Die Partei erreichte bei der Wahl 0,38 %.
Bei der Nationalratswahl in Österreich 2019 trat das BZÖ nur in Kärnten unter der Listenbezeichnung Allianz der Patrioten und der Kurzbezeichnung BZÖ an. Vor der Wahl kam es zu heftigen Turbulenzen innerhalb der Partei. Mitglieder des Parteivorstandes verlautbarten in einer Presseaussendung, dass Obmann Helmut Nikel, Generalsekretär Karlheinz Klement und der Spitzenkandidat Martin Rutter aus der Partei ausgeschossen worden seien. Nikel verkündete im Gegenzug den Ausschluss der unterzeichnenden Vorstandsmitglieder. Mit der Präsentation des Programmes für die Nationalratswahl positionierte sich das Bündnis inhaltlich neu. Anstelle des einstigen „rechtsliberalen“ Kurses thematisierte das BZÖ vor allem „heikle Randthemen“. Unter anderem sprach es sich während der COVID-19-Pandemie gegen einen „Impfzwang“ aus und forderte den Austritt aus der EU sowie die Rückführung von Migranten. Der 2019 ausgebrochene interne Konflikt war auch Anfang 2023, als das BZÖ als Teil der FBP bei der Landtagswahl in Kärnten kandidierte, noch nicht beigelegt (siehe dazu im Abschnitt zur Kärntner Landesorganisation).
Bei der Bundespräsidentenwahl im Jahr 2022 unterstützte das Bündnis seinen ehemaligen Obmann Gerald Grosz bei seiner Kandidatur als Parteiloser.

## Landesorganisationen
Nach der Abspaltung des BZÖ verhielten sich die Landesorganisationen der FPÖ höchst unterschiedlich. In Niederösterreich, Salzburg und im Burgenland gab es kaum nennenswerte Übertritte zum BZÖ, die dortigen BZÖ-Landesgruppen wurden erst relativ spät aus der Taufe gehoben.

### Kärnten

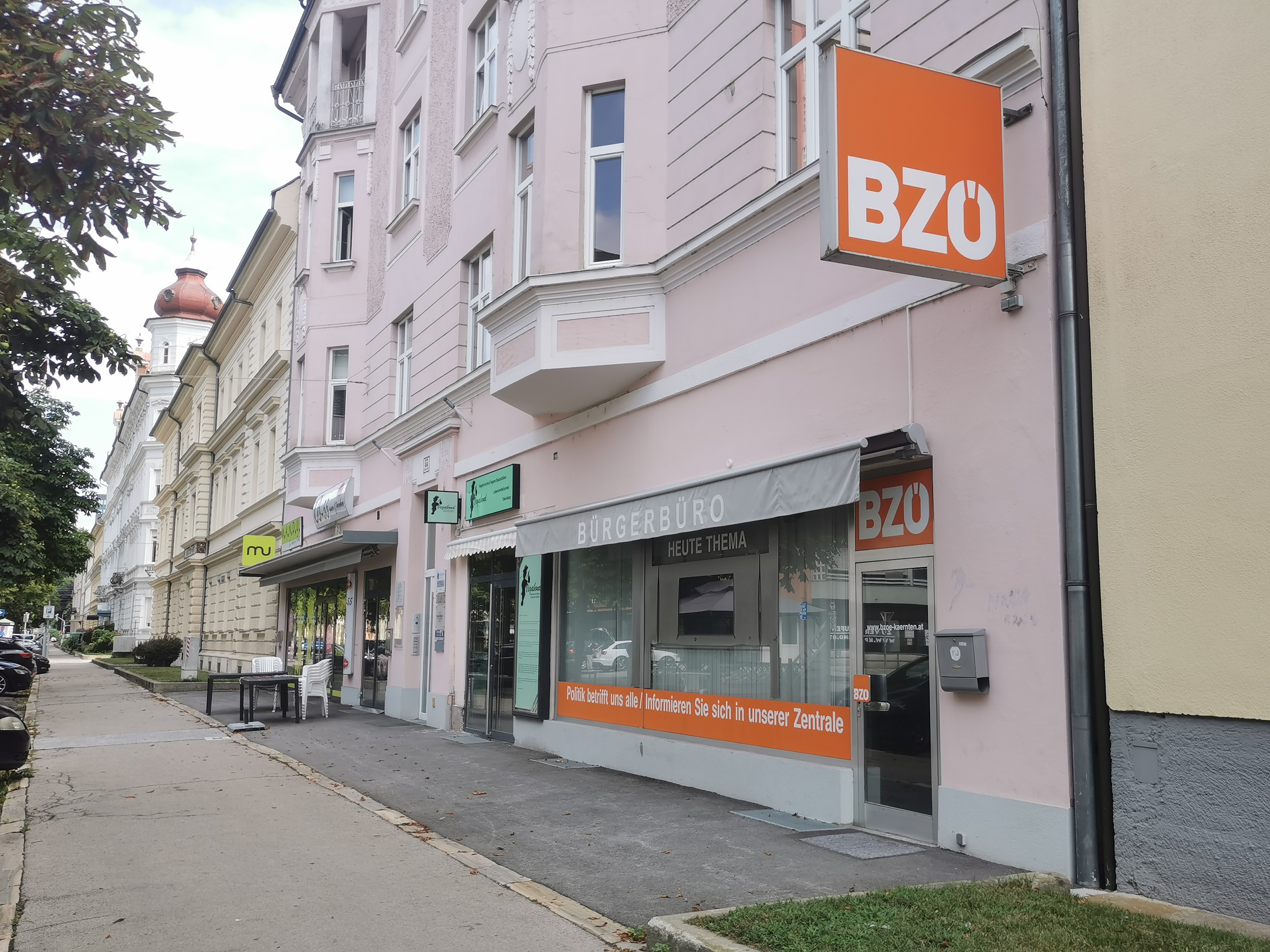
Zentrale („Bürgerbüro“) des BZÖ Kärnten in der Klagenfurter Bahnhofstraße, Juli 2022

Die FPÖ Kärnten, die statutengemäß weitreichende Autonomie genießt, trat nahezu geschlossen unter dem Namen „Die Freiheitlichen in Kärnten“ dem BZÖ bei und bildete bis zum Austritt aus dem BZÖ im Dezember 2009 die bei weitem stärkste Landesgruppe. Landesparteiobmann war Jörg Haider. Der Landtagsabgeordnete Franz Schwager, die prominenten Alt-FPÖ-Funktionäre Alois Huber und Kriemhild Trattnig sowie Andreas Mölzer verblieben bei der FPÖ. Bei der Landtagswahl im März 2009 konnte das BZÖ mit Spitzenkandidat Gerhard Dörfler 44,9 % der Stimmen erreichen, während die dadurch massiv geschwächte FPÖ an der 5-Prozent-Hürde scheiterte. Das BZÖ Kärnten spaltete sich jedoch im Dezember 2009 nach innerparteilichen Konflikten von der Bundespartei ab und gründete Die Freiheitlichen in Kärnten als Partner der FPÖ.
Im Dezember 2009 gab der damalige Kärntner BZÖ-Obmann Uwe Scheuch während einer gemeinsamen Pressekonferenz mit dem Obmann der FPÖ, Heinz-Christian Strache, die Abspaltung der Kärntner Landespartei vom BZÖ bekannt und kündigte an, auf Bundesebene zukünftig mit der FPÖ zusammenzuarbeiten. Dabei solle die Zusammenarbeit dem deutschen CDU-CSU-Modell folgen. Die Freiheitlichen in Kärnten betonten, dass es sich um keine Fusion handele, sondern man als eigenständige Landespartei weiterbestehe, die zukünftig unter dem Kürzel FPK agieren soll. Als Grund für die Trennung vom BZÖ wurde unter anderem der unter dem Bündnisobmann Bucher eingeschlagene rechtsliberale Kurs genannt. Dagegen wehrte sich die Bundesführung des BZÖ gegen den Schritt, der – so Bucher – über „kein rechtliches Fundament“ verfüge. Das BZÖ strebte beim Landesparteitag der Kärntner Freiheitlichen im Jänner 2010 eine Urabstimmung über die zukünftige Ausrichtung der Landespartei an. Uwe Scheuch wurde (ohne Gegenkandidaten) mit 90,15 Prozent der Delegiertenstimmen wieder zum Obmann der Freiheitlichen in Kärnten gewählt, die Zustimmung zur Kooperation mit der FPÖ von Heinz-Christian Strache fiel in offener Abstimmung einstimmig aus.
Am 30. Jänner 2010 folgte der Gründungskonvent des neuen Kärntner BZÖ nach der FPK-Abspaltung. Es wurde ein am Programm der Bundespartei angelehntes Parteistatut beschlossen, Bundesparteiobmann Bucher mit 99,6 Prozent der Delegiertenstimmen (ebenfalls ohne Gegenkandidaten) auch zum BZÖ-Landesparteiobmann und Stefan Petzner einstimmig zum geschäftsführenden Obmann der Kärntner Landespartei gewählt. In der ehemaligen Hochburg Haiders zählte man 1200 Mitglieder, wobei ein Wiederaufbau der Strukturen durch die Bundespartei erfolgte, dieser war primär zur Kandidatur bei der nächsten Nationalratswahl gedacht. Am 25. März 2011 wurde Sigisbert Dolinschek zum geschäftsführenden Landesobmann des BZÖ Kärnten ernannt und sein Vorgänger Petzner aufgrund massiver Geschwindigkeitsübertretung ohne Führerschein als Landesparteichef abgelöst.
Im Zuge der Kampagne für die Kärntner Landtagswahl am 3. März 2013, die Stefan Petzner leitete, fiel das BZÖ durch die Veröffentlichung eines YouTube-Videos mit dem Titel Wege zur Freiheit auf, in welchem FPK-Landeshauptmann Gerhard Dörfler und andere Mitglieder der Landesregierung mit Erich Honecker, Nicolae Ceaușescu, Hosni Mubarak, Slobodan Milošević und George W. Bush verglichen werden. Am 15. Februar 2013 musste das Video vom Netz genommen werden, Landeshauptmann-Stellvertreter und FPK-Chef Kurt Scheuch hatte zuvor eine einstweilige Verfügung erwirkt.
Bei der Landtagswahl am 3. März 2013 erreichte das neugegründete BZÖ Kärnten nur noch 6,48 %, womit es deutlich hinter den knapp 17 % der FPK zurückblieb und mit zwei Abgeordneten im Landesparlament die kleinste Kraft darstellte. Nachdem das BZÖ bei der Nationalratswahl Ende September 2013 (trotz eines 10,8 %-Ergebnisses in Kärnten) nicht mehr in das österreichische Parlament eingezogen war, zog sich auch der BZÖ-Landesparteiobmann Sigisbert Dolinschek aus der Politik zurück. Stefan Petzner und Ewald Stadler waren bereits vorher aus der Partei ausgeschlossen worden. Johanna Trodt-Limpl, eine der beiden BZÖ-Vertreter im Kärntner Landesparlament, und Helmut Nikel, Gemeinderat von Grafenstein, führten das Kärntner BZÖ bis zum Landesparteitag am 30. November 2013. Auf diesem wurde Trodt-Limpl mit 63,3 % der Stimmen zur neuen Landesobfrau gewählt.

#### Ausscheiden aus dem Landtag
Im Juli 2017 traten mit Johanna Trodt-Limpl und Wilhelm Korak die bundesweit letzten beiden Landtagsabgeordneten des BZÖ nach internen Streitereien und Missbrauchsvorwürfen aus der Landesgruppe des BZÖ Kärnten aus. Neuer Bündnisobmann des BZÖ-Kärnten ist seit dem Juni 2017 der Grafensteiner Gemeinderat Helmut Nikel. Bei der Landtagswahl 2018 verlor das Bündnis mit Nikel 6,03 % und erreichte nur mehr 0,37 %. In dessen Heimatgemeinde schaffte das BZÖ immerhin 8,36 %. Das BZÖ Kärnten setzt seit der Wahl seine Arbeit auf kommunaler Ebene fort, wo weiterhin Ortsgruppen existierten.
Seit der Auflösung der Wiener Landesorganisation ist das BZÖ Kärnten der einzig verbliebene Rest der ehemaligen Nationalratspartei. Im Sommer 2019 rief BZÖ-Landesparteichef Karlheinz Klement eine „Allianz der Patrioten“ ins Leben, bestehend aus Impfgegnern, Abtreibungsgegnern und Gegnern des Smart Meter, eines Stromzählers, der angeblich gefährliche Strahlen abgeben soll. Auch der Chef der rechtsextremen Identitären Bewegung Österreichs Martin Sellner schloss sich an. Sellner sollte Spitzenkandidat für die Nationalratswahl werden, lehnte jedoch ab, da er beim „patriotischen Aktionismus“ bleiben wolle. Er wolle das BZÖ als „patriotische Partei“ jedoch weiterhin unterstützen. Anfang September 2019 ging beim ORF Kärnten ein Schreiben ein, wonach Nikel, Klement und Rutter aus der Partei ausgeschlossen worden seien. Gezeichnet war das Schreiben von Obmann-Stellvertreter Karl Heinz Nadasdy „und zwei weiteren Vorstandsmitgliedern“. In einer kurz darauf eingegangenen Mitteilung Nikels hieß es hingegen, Nadasdy und die beiden Vorstandsmitglieder seien die Ausgeschlossenen; die in deren Schreiben erwähnten Ausschlüsse hätten „mit offiziellen Beschlüssen des BZÖ Kärnten nichts zu tun“. In Kärnten kam das BZÖ (das lediglich dort angetreten war) bei der Nationalratswahl am 29. September 2019 auf 0,2 Prozent der Stimmen. Im Dezember 2019 wurde beim Landeskonvent Nikel als Landesobmann bestätigt, als seine Stellvertreter fungieren Elisabeth Steiner und Siegfried Plausteiner, Finanzreferent ist Jürgen Laßnig.
Der parteiinterne Bruch blieb jedoch bestehen Im Vorfeld der Landtagswahl in Kärnten 2023 verlautbarten Helmut Nikel als Landesparteiobmann und Karlheinz Klement als Landesgeschäftsführer, dass das BZÖ Kärnten in die Freie Bürgerpartei (FBP, eine 2021 aus dem Umfeld der Vorarlberger FPÖ entstandene Kleinpartei) eingegliedert worden sei und als gemeinsam mit anderen Gruppen unter dem Namen Bündnis für Kärnten (BFK) als dessen Kärntner Landesorganisation bei der Wahl antreten werde. Dem widersprach der (nach eigener Auffassung) seit 2019 rechtmäßige BZÖ-Vorstand unter Führung von Karl Heinz Nadasdy in einer Presseaussendung. Nikel und Klement seien nicht berechtigt, im Namen des BZÖ zu handeln, die Eingliederung in die FBP sei hinfällig. Da ein Entscheid des parteiinternen Schiedsgerichts nicht zur Klärung beitrug, ist die Frage nach dem rechtmäßigen Parteivorstand beim Landesgericht Klagenfurt anhängig. Spitzenkandidat bei der Landtagswahl war Karlheinz Klement, ursprünglich gemeinsam mit dem Fresacher Bürgermeister Gerhard Altziebler, der aber noch vor der Wahl das BFK verließ. Das Bündnis erreichte 0,42 % der Stimmen.

### Burgenland
Im Burgenland wurde die BZÖ-Landesgruppe in den Anfangsjahren von Jörg Steiner geführt, er folgte 2008 BZÖ-Burgenland-Gründer und Ex-Staatssekretär Karl Schweitzer. Stellvertretender Obmann wurde Michael Weismayr. Sowohl bei der Landtagswahl 2005 als auch 2010 trat das BZÖ nicht an und war daher im Burgenland kaum in Erscheinung getreten. Am 9. November 2010 wurde bekanntgegeben, dass man bei den Gemeinderatswahlen 2012 in einigen Gemeinden, darunter Eisenstadt und Oberwart, antreten werde. Dazu kam es aber nicht. Im Juli 2012 wurde der vormalige Landessprecher Dieter Herist geschäftsführender Landesobmann der burgenländischen Landespartei. Eine Gruppe verbliebener Mitglieder des BZÖ Burgenland formierte sich Juni 2017 neu als Die Orangen Burgenland (DOB). Die Landesgruppe bekennt sich zum Dritten Lager und Jörg Haider. Sie definieren sich als „orange Freiheitliche“ und sehen sich als „kantige Weiterentwicklung“ des BZÖ Burgenland. Unter anderem wird ein Ende der Klimalüge oder ein EU-Austritt gefordert. Die Orangen kündigten im Herbst 2019 an, bei der Landtagswahl im Burgenland 2020 teilnehmen zu wollen. Im Dezember gab die Gruppe auf Facebook bekannt, dass die „undemokratische Unterschriften-Hürde“ zu hoch gewesen sei. Außerdem gab es eine Wahlempfehlung für die Liste Burgenland, wo Ex-BZÖ-Landeschef Jörg Steiner als Listenzweiter kandidiert.

### Niederösterreich
Im Jänner 2006 wurde das BZÖ in Niederösterreich gegründet. Obmann wurde zunächst der Nationalratsabgeordnete Anton Wattaul, nach dessen vorzeitigem Rücktritt führte in der Zwischenzeit Thomas Bauer die Geschäfte. Seit dem Landeskonvent am 24. November 2007 war Peter Staudigl Obmann des BZÖ-Niederösterreich. Nach dem katastrophalen Wahlergebnis bei der niederösterreichischen Landtagswahl mit Spitzenkandidat Hans Jörg Schimanek trat Staudigl als Obmann zurück. Interimistisch führte Christine Döttelmayer das BZÖ Niederösterreich bis zur Wahl eines neuen Obmanns an. Bei dieser Wahl sollte sich ein Generationswechsel vollziehen, um dem als „neue Bewegung“ auftretenden Bündnis auch mit neuen Gesichtern zu einer besseren Außenwirkung zu verhelfen. Bei der Landtagswahl in Niederösterreich 2008 erreichte das BZÖ lediglich 0,72 % der Stimmen.
Am 3. April 2009 übernahm Ewald Stadler den Posten des Bündnisobmanns des BZÖ Niederösterreich. Zur Landtagswahl in Niederösterreich im März 2013 trat das BZÖ nicht an. Nach der Niederlage bei der Nationalratswahl 2013 wurde Stadler wegen „parteischädigenden Verhaltens“ aus dem BZÖ ausgeschlossen. Der damalige EU-Abgeordnete schloss in der weiteren Folge ein Bündnis mit der CPÖ – Christliche Partei Österreichs und trat unter der Bezeichnung Die Reformkonservativen bei der Europawahl 2014 an.
Auf einem Neugründungskonvent am 7. Dezember 2013 in St. Pölten wurde Dominik Lutz als neuer Landesobmann gewählt. Überdies gab der Bundesobmann der Partei, Grosz, den Beginn einer Kooperation und Partnerschaft mit der  Bürgerbewegung Die Mutbürger (M) in Niederösterreich bekannt.

### Oberösterreich
Die FPÖ-Landesgruppe von Oberösterreich koppelte sich zunächst von der Bundespartei ab (Linzer Erklärung), um einen eigenständigen Weg zu gehen und nicht zu tief in die Auseinandersetzungen der beiden Bundesgruppierungen hineingezogen zu werden. Nach längeren Verhandlungen und einer Abstimmung am Landesparteitag schloss sich die Landesgruppe jedoch wieder der Bundes-FPÖ an. Das BZÖ, das lange Zeit gehofft hatte, die oberösterreichischen Freiheitlichen auf seine Seite ziehen zu können, gründete schließlich im November 2005 eine eigene Landesgruppe. Zur Landesobfrau wurde Ursula Haubner gewählt.
Bei der 2009 abgehaltenen Landtagswahl in Oberösterreich kam das BZÖ bei seiner Kandidatur mit dem Namen „Bündnis Zukunft Österreich – Liste Uschi Haubner (BZÖ)“ auf 2,83 % und verfehlte um 1,27 % den Einzug in den oberösterreichischen Landtag. Der ehemalige BZÖ-Politiker Rainer Widmann kandidierte bei der Nationalratswahl 2017 als oberösterreichischer Spitzenkandidat für die Freie Liste Österreich (FLÖ) von Karl Schnell. Er ist sich sicher, „dass wenn Jörg Haider noch leben würde, er die Freie Liste Österreich anführen würde“. Im Jänner 2017 übergab Haubner die Landespartei Siegfried Berlinger, den Bürgermeister von Sankt Roman, in diesem Zusammenhang wurde der Parteiname in Bündnis für Oberösterreich (BfO) geändert. Letztlich wechselten die ehemaligen BZÖ-Gruppen im Vorfeld der Landtagswahl in Oberösterreich 2021 zu den Bürgerlisten Oberösterreich. Aufgrund der Statuten der Bürgerlisten-Partei erfolgt dies durch Auflösung des BZÖ und Einzelbeitritt von Gemeindegruppen nach Umbenennung, dabei sind auch zwei amtierende Bürgermeister aus dem ehemaligen Bündnis für Oberösterreich.

### Salzburg
Im März 2006 erfolgte die Gründung der Landesgruppe Salzburg. Zum Landesobmann wurde der frühere Staatssekretär im Infrastrukturministerium, Eduard Mainoni, gewählt, der sich nach seinem Ausscheiden aus der Bundesregierung in die Privatwirtschaft zurückzog und auch seine Parteifunktionen niederlegte. Den Salzburger Parteivorsitz hat derzeit der ehemalige GZÖ-Obmann Robert Stark inne.
Bei der Landtagswahl 2009 erreichte das BZÖ durch eine Listen-Kooperation mit der Salzburger Gemeinderätin Doris Tazl 3,7 %, womit der Einzug in den Landtag nicht erreicht werden konnte, bei den zeitgleich stattfindenden Gemeinderats- und Bürgermeisterwahlen in Salzburg gelang wiederum in fünf Gemeinden der Einzug in den Gemeinderat. Zur Landtagswahl in Salzburg im Mai 2013 trat das BZÖ nicht an. Im Jahr 2014 trat Ex-BZÖ-Staatssekretär Mainoni bei der Gemeinderatswahl in der Stadt Salzburg an als Team Salzburg – Edi Mainoni (EDI). Der Einzug ins Salzburger Rathaus wurde jedoch mit 847 Stimmen klar verpasst. Im Juli 2017 formierten sich die Freien Wähler Salzburg, diese wurden vom Salzburger Ex-BZÖ-Mitglied und Ex-Team-Stronach-Mitglied Helmut Naderer gegründet.

### Steiermark
In der Steiermark wechselten zunächst drei der sieben FPÖ-Landtagsabgeordneten zum BZÖ. Bereits im Juni 2005 wurde das steirische BZÖ mit Obmann Gerald Grosz als erste Landesgruppe nach Kärnten gegründet. Bei der im darauffolgenden Oktober durchgeführten Landtagswahl in der Steiermark erreichte das BZÖ mit Spitzenkandidat Michael Schmid jedoch lediglich 1,72 % der Stimmen. Bei der Gemeinderatswahl in Graz 2008 erreichte das BZÖ 4,3 % der Stimmen und war damit in Graz mit zwei Mandataren im Gemeinderat vertreten. Der Wahlwerbeslogan, der offenbar zum politischen Programm gehörte, lautete „Wir säubern Graz.“ Die Forschungsstelle für Österreichisches Deutsch wählte ihn zum Unspruch des Jahres 2007, weil die Partei damit zur Ausgrenzung und Enthumanisierung von Menschen beitrage. Sie wolle „Graz von ‚unerwünschten‘ Menschen säubern und damit sowohl in der Wortwahl, als auch von den Absichten her auf Zeiten zurückgreifen, die als überwunden galten“.
Bei der im September 2010 durchgeführten Landtagswahl in der Steiermark erreichte das BZÖ mit Spitzenkandidat Gerald Grosz 2,98 % der Stimmen und verfehlte den Einzug in den Landtag abermals. Grosz war im Laufe der Landtagswahl von seinem Gemeinderatsmandat zurückgetreten und hatte für einen Nichteinzug angekündigt: „Dann gibt es mich nicht mehr in der Politik“. Entgegen eigener Aussage blieb Grosz weiterhin in der Politik und trat als Spitzenkandidat der BZÖ – Liste Gerald Grosz (BZÖ) zur Gemeinderatswahl in Graz 2012 an, bei der die Partei 1,35 % erreichte und somit aus dem Gemeinderat ausschied.
Von 4. Dezember 2012 bis 15. März 2013 wurde der Landesverband Steiermark von der geschäftsführenden Landesobfrau Martina Schenk angeführt, bevor Schenk am 15. März mit sofortiger Wirkung ins Team Stronach überwechselte. Mehrere unzufriedene Parteimitglieder aus der Steiermark traten nach der verlorenen Nationalratswahl im Oktober 2013 aus dem BZÖ aus, darüber hinaus wurde auch das einzige steirische Regionalbüro in Voitsberg geschlossen. Ehemalige orange Gemeinderäte setzen auf kommunaler Ebene ihre Arbeit als unabhängige Mandatsträger fort. Bei den Gemeinderatswahlen in der Steiermark am 22. März 2015 trat das BZÖ nicht an.

### Tirol
Als letzte der Landesorganisationen gründete sich das BZÖ Tirol, an dessen Spitze Hans Jörg Stock steht. Nach der BZÖ-Abspaltung auf Bundesebene hatten sich die beiden FPÖ-Landtagsabgeordneten zunächst zum BZÖ bekannt, später jedoch einen von FPÖ und BZÖ unabhängigen „Landtagsklub der Freien“ gegründet. Der ehemalige Tiroler FP-Chef Landtagsabgeordneter Willi Tilg trat nach nur wenigen Wochen aus dem BZÖ aus und gründete die goldgelbe Freie Partei Tirols (FPT), die primär den Mittelstand sowie die Klein- und Mittelbetriebe ansprechen wollte. Bei der bevorstehenden Landtagswahl in Tirol gab es ein Wahlbündnis des „Landtagsklubs der Freien“ und des BZÖ unter dem gemeinsamen Listenname Bündnis Freier Tiroler (BFT). Auf Druck der Bundespartei wurde das Wahlbündnis jedoch aufgelöst, woraufhin BZÖ-Tirol-Obmann Hans Jörg Stock seine Funktion zurücklegte. Das BZÖ Tirol ist daher nicht bei den Landtagswahlen angetreten.
Am 19. April 2009 wurde der Osttiroler Gerhard Huber zum Obmann des Tiroler BZÖ gewählt. Am 18. Juni 2011 wurde bekannt gegeben, dass die neue Innsbrucker Stadtpartei von Udo Brunner geführt und diese bei der Gemeinderatswahl 2012 antreten werde. Dazu kam es jedoch nicht, da sie die Kandidatur nicht schaffte, wie auch bei den folgenden Landtagswahlen.

### Vorarlberg
Auch die FPÖ-Landesgruppe von Vorarlberg kündigte zunächst einen eigenständigen Weg an, beschloss wenige Tage später aber, bei der FPÖ zu verbleiben. Das BZÖ gründete im März 2006 eine eigene Landesgruppe. Erster Obmann war der frühere FPÖ-Bundesgeschäftsführer Arno Eccher. Vom 8. Mai 2009 bis zu seinem Wechsel zum Team Stronach am 12. Oktober 2012 war der Nationalratsabgeordnete Christoph Hagen gewählter Landesobmann. Derzeit führt Manfred Dorn die Landesgruppe als Landesobmann an. Bei der Vorarlberger Landtagswahl 2009 scheiterten sie mit lediglich 1,2 % klar an der für den Einzug in den Landtag notwendigen Fünf-Prozent-Hürde. 2015 kündigte BZÖ-Landeschef Dorn an, dass man sobald ein geeigneter Kandidat auftauche und genug Geld zur Verfügung stehe, auch als BZÖ-Vorarlberg wieder bei Wahlkämpfen antreten werde. Vor allem die fehlenden Parteistrukturen seien ein Problem. Bei der Landtagswahl 2019 kandidierte die Partei nicht.

### Wien
In Wien entstand bereits kurz nach der Abspaltung von der Bundes-FPÖ eine eigenständige BZÖ-Landesgruppe, der sich auch 8 der 21 FPÖ-Abgeordneten im Landtag/Gemeinderat anschlossen. Unter Führung des Obmanns Günther Barnet trat das BZÖ Wien schon im Oktober 2005 mit Spitzenkandidat Hans Jörg Schimanek bei der Landtagswahl an, erreichte jedoch lediglich 1,15 % der Stimmen und blieb damit weit hinter der FPÖ zurück. Seit dem Landeskonvent am 2. Juni 2007 war Michael Tscharnutter gewählter Landesobmann des BZÖ-Wien. Bei der Wiener Wahl im Jahr 2010 konnte das BZÖ mit dem parteifreien Spitzenkandidaten Walter Sonnleitner einen leichten Zugewinn auf 1,33 % der Stimmen verzeichnen, zum Einzug ins Rathaus reichte dies jedoch bei weitem noch nicht.
Im Jahr 2010 spalteten sich Wiener BZÖ-Funktionäre ab und gründeten ein Freies Bündnis Zukunft (FBZ), welches sich zu klassische-liberalen Prinzipien bekannte. Zwei Jahre später kam es zu einer Neugründung als Partei der Freiheit (PDF) durch Fusion mit weiteren Ex-BZÖ- sowie Ex-FPÖ-Vertretern, wobei erneut Mathias Brucker als Bundesobmann fungierte. Ein blauer Bezirksrat aus Hietzing wechselte zur PDF. Unter anderem forderte die marktliberal-libertäre Partei eine Halbierung des Staates und die Kündigung von 150.000 Beamten oder die Privatisierung des Schulsystems.
Im März 2015 gab das BZÖ das Antreten bei der Landtags- und Gemeinderatswahl in Wien 2015 am 11. Oktober bekannt. Am 23. Juli 2015 wurde Dietmar Schwingenschrot einstimmig beim außerordentlichen Landeskonvent in Floridsdorf als Landesobmann des BZÖ Wien bestätigt. Im August gab das BZÖ bekannt, auf eine Kandidatur bei der Wien-Wahl zu verzichten.
Der Landesobmann Dietmar Schwingenschrot verkündete daraufhin die Unterstützung einer neuen Liste und agierte als deren Pressesprecher. Auf dieser Liste war er auf Platz zwei hinter dem Spitzenkandidaten Heinz Pollischansky. Mit Unterstützung von fünf Nationalratsmandataren des Teams Stronach konnte diese Liste ohne weitere Unterstützungserklärungen und Unterschriftenlisten in allen Bezirken kandidieren. Diese Liste WWW – Wir wollen Wahlfreiheit (WWW) erreichte 0,21 %. Am 18. Juli 2019 löste sich das BZÖ Wien auf. Grund war die Nähe Klements' zum Co-Sprecher der IBÖ, Martin Sellner. Ex-BZÖ-Wien-Spitzenkandidat Hans Jörg Schimanek ist mittlerweile mit seiner eigenständigen Liste Wir für Floridsdorf seit 2010 Bezirksrat in Floridsdorf. Der vorherige Landesobmann Dietmar Schwingenschrot wurde Sprecher für Gastronomie der FPÖ Wien und Mandatar für die Freiheitliche Wirtschaft in der Wiener WKO.

## Finanzierung
Die Finanzierung des BZÖ galt anfangs als schwierig. Das Bündnis hat zwar bei seiner Gründung keine Altlasten aus der FPÖ übernommen, hatte aber zu diesem Zeitpunkt auch keinen Anspruch auf Parteienförderung, da sich diese nach den Stimmenanteilen bei der Nationalratswahl richtet. Zu Beginn blieben daher nur die ca. 1,976 Mio. Euro jährlich aus der Klubförderung des „Freiheitlichen Nationalratsklubs“, welcher bei der Gründung des BZÖ von der FPÖ zum Bündnis wechselte. Die damalige Opposition kritisierte auch diverse Werbekampagnen der BZÖ-geführten Ministerien, hier vor allem des Sozialministeriums, als verdeckte Parteienfinanzierung. Erst seit der NR-Wahl am 1. Oktober 2006, bei der das BZÖ 4,1 % der Stimmen erreichte und damit in den Nationalrat einzog, hatte das BZÖ Anspruch auf Parteienförderung. Hieraus erhielt das BZÖ rund 8 Mio. Euro pro Jahr. Zusätzlich erhält der Parlamentsklub des BZÖ die Klubförderung. Diese Mittel waren allerdings an den Parlamentsklub gebunden.
Das BZÖ unterhielt seit 2006 analog zu den anderen Parteien auch eine Bildungsinstitution, die „Zukunftsakademie Österreich“. Diese Einrichtung erhielt die Akademieförderung des Bundes und war u. a. für die politische Ausbildung der Mitglieder verantwortlich. 2019 kritisierte der Österreichische Rechnungshof, dass 2013 Fördergelder der Parteiakademie für Wahlkampfzwecke missbraucht worden waren.
Darüber hinaus finanziert sich das Bündnis vor allem aus Spenden und Mitgliedsbeiträgen (lt. Bündnisobmann Josef Bucher österreichweit etwa 8.000 Mitglieder; Stand 2011). Größere Spender wurden bislang jedoch noch nicht namhaft gemacht.
Seit der Gründung des BZÖ im Jahr 2005, bei der die Kärntner Landesgruppe der FPÖ fast vollständig zum BZÖ gewechselt war, erhielt die Landesgruppe des BZÖ, „Die Freiheitlichen in Kärnten“, dort auch die Parteiförderung von ca. 1,7 Mio. Euro. Die Gelder aus Kärnten bildeten nach dem schrittweisen Zerfall der Bundespartei und der meisten Landesgruppen eine wesentliche Stütze der Partei. Als 2018 die letzten beiden Landtagsabgeordneten (Johanna Trodt-Limpl und Wilhelm Korak) aus dem BZÖ austraten verlor dieses den Klubstatus im Kärntner Landtag sowie den Anspruch auf Parteienförderung im hohen sechsstelligen Bereich.

## Parteiobleute
- Jörg Haider (17. April 2005 – 23. Juni 2006)
- Peter Westenthaler (23. Juni 2006 – 30. August 2008)
- Jörg Haider (30. August 2008 – 11. Oktober 2008)
- Stefan Petzner (12. Oktober 2008 – 19. November 2008)
- Herbert Scheibner (19. November 2008 – 26. April 2009 geschäftsführender Parteichef)
- Josef Bucher (26. April 2009 – 2. Oktober 2013)
- Gerald Grosz (19. Oktober 2013 – 30. März 2015)
- Johanna Trodt-Limpl (30. März 2015 – 3. Juni 2017)
- Helmut Nikel (seit 3. Juni 2017 in Kärnten)

## Verbundene Organisationen
Das BZÖ verfügte über eine Reihe von Vorfeldorganisationen und anderen parteinahen Institutionen. Dazu gehörten:
- ein Bürgeranwalt des BZÖ
- die Zukunftsakademie genannte Parteiakademie
- eine Seniorenplattform
- die Jugendorganisation Generation Zukunft Österreich
- der Familienbund Familien Zukunft Österreich
- das BZÖ Bauern
- das BZÖ Arbeitnehmer
- das BZÖ Unternehmer

Generation Zukunft Österreich

Logo der GZÖ

Im August 2005 gründete sich die „Generation Zukunft Österreich“ (GZÖ), die für die Jugendarbeit des BZÖ zuständig ist. Sie lehnte sich strukturell an die Jugendorganisationen der anderen Parteien an. Landesgruppen existierten ab 2007 zeitweise in allen Bundesländern.